# Liam Wilson
Liam Wilson (ur. 22 grudnia 1979 w Filadelfii) – amerykański muzyk, kompozytor i basista. Wilson sławę zyskał jako basista grupy muzycznej The Dillinger Escape Plan, współpracował on ponadto z grupami Starkweather, Myrkur oraz Frodus.

## Instrumentarium
- G&L L-2000[1]
- G&L ASAT Bass[1]
- Ampeg SVT-VR[2][3]
- Ampeg SVT810E Cabinets[2][3]
- SansAmp Bass Driver[2]

## Dyskografia
- Frodus – Soundlab 1 (2010, Lovitt Records)[4]